# Store Arholmen
Store Arholmen, est une île dans le landskap Sunnhordland du comté de Vestland. Elle appartient administrativement à Kvinnherad.

## Géographie
Rocheuse et couverte d'une légère végétation, à fleur d'eau, au sud de Litle Arholmen, elle s'étend sur environ 189 m de longueur pour une largeur approximative de 121 m.